# Maclas
Maclas é uma comuna francesa na região administrativa de Auvérnia-Ródano-Alpes, no departamento de Loire. Estende-se por uma área de 10,15 km². Em 2010 a comuna tinha 1 880 habitantes (densidade: 185,2 hab./km²).